# Telipogon phalaena
Telipogon phalaena är en orkidéart som beskrevs av Heinrich Gustav Reichenbach och Friedrich Fritz Wilhelm Ludwig Kraenzlin. Telipogon phalaena ingår i släktet Telipogon och familjen orkidéer. Inga underarter finns listade i Catalogue of Life.